# Walter Davy

Walter Davy als Schremser (Sommer 1984)

Walter Davy (* 20. Dezember 1924 in Wien; † 14. September 2003 ebenda) war ein österreichischer Regisseur und Schauspieler.

## Leben
Ab 1942 musste der geborene Wiener Walter Davy Kriegsdienst im Zweiten Weltkrieg leisten, sein rechtes Bein musste bei einer Notoperation ohne Betäubung amputiert werden.
Nach Kriegsende begann er ein Studium am Wiener Max-Reinhardt-Seminar. 1948 wurde er Regieassistent am Wiener Burgtheater und wirkte hier unter anderem für Berthold Viertel. Von 1950 bis 1955 arbeitete er im besetzten Nachkriegsösterreich auch für den US-amerikanisch kontrollierten Radiosender Rot-Weiß-Rot (u. a. für die Satiresendung Der Watschenmann gemeinsam mit Wolfgang Glück) und als Produzent für die Austria-Wochenschau. Später führte er am Burgtheater und am Akademietheater wie auch an Bühnen in Göttingen, Berlin, Heidelberg, Basel und Düsseldorf Regie.
Ab 1968 war er Oberregisseur für Fernsehspiele beim Österreichischen Rundfunk. Daneben betätigte er sich auch als Autor (bereits für Der Watschenmann). Populär wurde Walter Davy aber vor allem als einbeiniger Dezernatsleiter Paul Schremser in der satirischen Fernsehserie Kottan ermittelt. Bei der österreichischen Familienserie Familie Merian führte er Regie, ebenso bei der Serie Die Emmingers.
1990 kehrte er als Lehrbeauftragter ans Reinhardt-Seminar zurück. Auch nach seiner Pensionierung 1992 trat er noch oft in Film und Fernsehen und auf Schauspielbühnen auf.

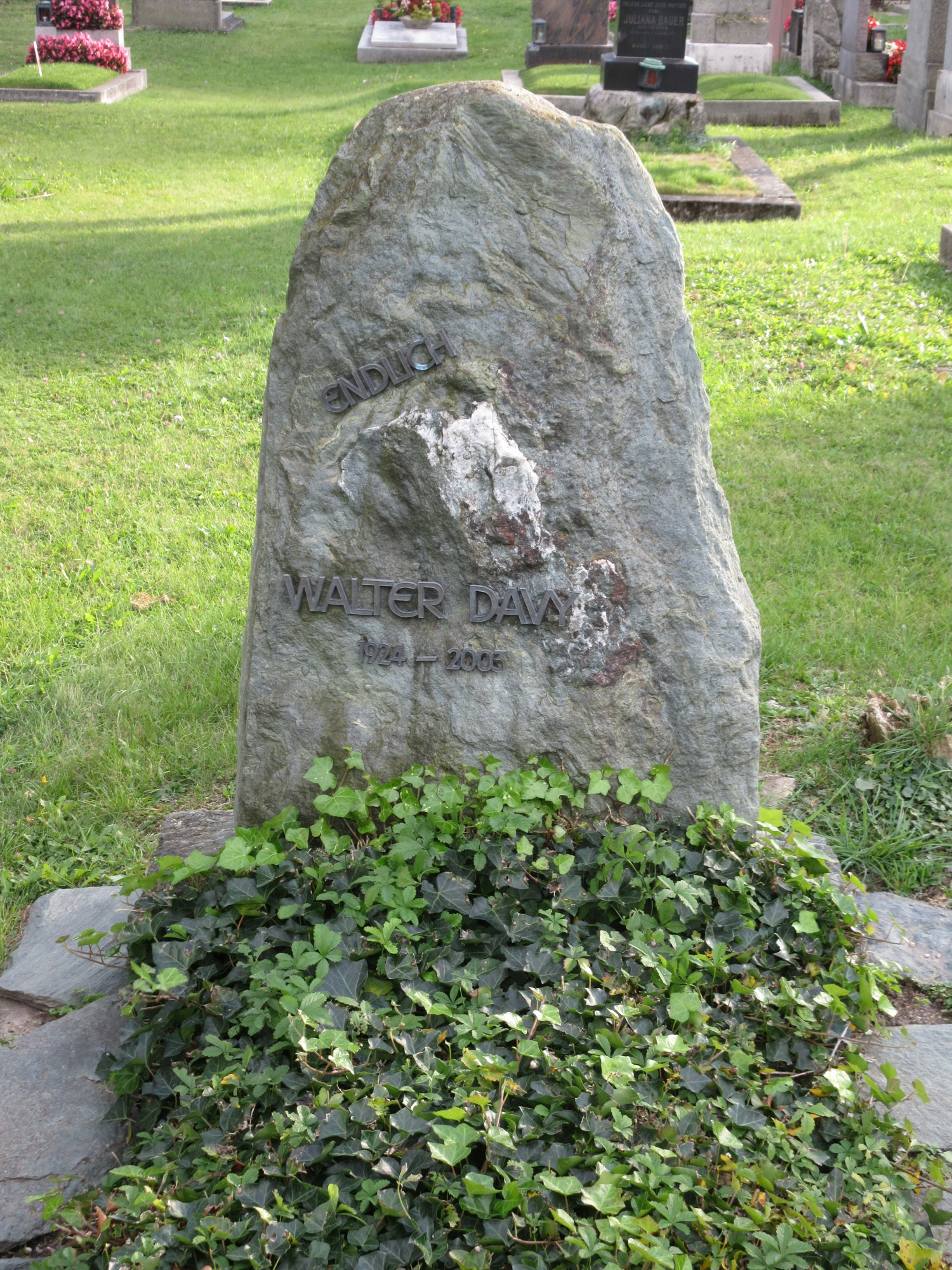
Grabstätte von Walter Davy

Der Freimaurer Davy war ab 1958 Mitglied der Loge Lessing Zu den 3 Ringen, 1960 Gründungsmitglied der Loge Libertas und 1970 Gründungsmitglied der Loge Zu den 3 Lichtern. Er wechselte 1989 in die Loge Libertas zurück, war Mitglied der Forschungsloge Quatuor Coronati sowie Mitglied im York Ritus.
Walter Davy wurde in Wien auf dem Lainzer Friedhof (Gruppe 4, Nummer 200) bestattet.

## Auszeichnungen
- 1978: Fernsehpreis der österreichischen Volksbildung
- 1985: Goldene Ehrenmedaille der Bundeshauptstadt Wien
- 1995: Österreichisches Ehrenkreuz für Wissenschaft und Kunst
- 2000: Großes Ehrenzeichen für Verdienste um die Republik Österreich[3]

## Filmografie
- 1965: Verhör am Nachmittag (Regie, Fernsehfilm)
- 1966: Der Fall Bohr (Regie, Fernsehfilm)
- 1970: Der Tag der Tauben (Fernsehfilm)
- 1971: Tatort: Mordverdacht (Regie)
- 1972: Tatort: Die Samtfalle (Regie)
- 1972: Briefe von gestern (Regie)
- 1976: Stationschef Fallmerayer (Regie)
- 1976: Jakob der Letzte (Fernsehfilm, nach einem Roman von Peter Rosegger)
- 1976–1983: Kottan ermittelt (Fernsehserie)
- 1979: Kassbach
- 1979: Santa Lucia
- 1981: Den Tüchtigen gehört die Welt
- 1985: Tatort: Des Glückes Rohstoff
- 1986: Der Vorhang fällt (Regie, Fernsehfilm nach der gleichnamigen Kurzgeschichte von Axel von Ambesser, mit Josef Meinrad als Jacob und Axel von Ambesser als Eugen Aladar)
- 1988: Der jüngste Tag (Regie, Fernsehfilm nach dem gleichnamigen Stück von Ödön von Horváth, mit Gabriel Barylli als Hudetz und Angelika Meyer als Anna)
- 2001: Trautmann (Fernsehserie)
- 2003: Julia – Eine ungewöhnliche Frau (Fernsehserie)

## Hörspiele (Regie, Auswahl)
- 1954: Max Frisch: Rip van Winkle (Original-Hörspiel – RWR-Wien)

Quelle: Ö1-Hörspieldatenbank